# Оберрёдерн
Оберрёдерн (фр. Oberroedern) — коммуна на северо-востоке Франции в регионе Гранд-Эст (бывший Эльзас — Шампань — Арденны — Лотарингия), департамент Нижний Рейн, округ Агно-Висамбур, кантон Висамбур. До марта 2015 года коммуна административно входила в состав упразднённого кантона Сульц-су-Форе (округ Висамбур).
Площадь коммуны — 5,0 км², население — 480 человек (2006) с тенденцией к росту: 547 человек (2013), плотность населения — 109,4 чел/км².

## Население
Население коммуны в 2011 году составляло 542 человека, в 2012 году — 543 человека, а в 2013-м — 547 человек.
| 1962 | 1968 | 1975 | 1982 | 1990 | 1999 | 2006 | 2008 | 2011 | 2012 | 2013 |
| ---- | ---- | ---- | ---- | ---- | ---- | ---- | ---- | ---- | ---- | ---- |
| 401  | 392  | 375  | 378  | 474  | 449  | 480  | 510  | 542  | 543  | 547  |

Динамика населения:

## Экономика
В 2010 году из 367 человек трудоспособного возраста (от 15 до 64 лет) 290 были экономически активными, 77 — неактивными (показатель активности 79,0 %, в 1999 году — 74,7 %). Из 290 активных трудоспособных жителей работали 274 человека (153 мужчины и 121 женщина), 16 числились безработными (6 мужчин и 10 женщин). Среди 77 трудоспособных неактивных граждан 28 были учениками либо студентами, 12 — пенсионерами, а ещё 37 — были неактивны в силу других причин.